# Instituto Iraniano de Ciência da Informação e Tecnologia
O Instituto Iraniano de Ciência da Informação e Tecnologia (IRANDAC) foi criado em 1º de outubro de 1968, com o nome de "Centro de Documentação Iraniano" e é chamado por esse nome desde 2009.

## Sobre o Instituto
O Instituto de Pesquisa Iraniano para Ciência da Informação e Tecnologia (IranDoc) é um instituto nacional afiliado ao Ministério da Ciência, Pesquisa e Tecnologia (MSRT) do Irã. Tem cinco missões principais: pesquisa, gestão de informações científicas e técnicas, educação, cooperação científica e apoio à formulação de políticas de ciência e tecnologia. O IranDoc atualmente conta com mais de 100 especialistas, nove grupos de pesquisa em três departamentos e três laboratórios de pesquisa. Desenvolveu uma das maiores bases de dados científicas e técnicas em persa no Irã, com mais de um milhão de registros. Esta base de dados e muitos outros sites do IranDoc têm milhares de usuários diariamente. Com base nessas competências únicas, o IranDoc oferece à comunidade uma variedade de serviços baseados no conhecimento em três categorias: pesquisa e tecnologia, informação e tecnologia da informação, e consultoria e gestão.

## Pesquisar
A missão do IranDoc é realizada em uma organização afiliada ao Ministério da Ciência, Pesquisa e Tecnologia e sob a supervisão de um Conselho de Curadores com o nome simbólico "Tesouro do Conhecimento" e o slogan "Onde está o Tesouro do Conhecimento no Mundo?" A pesquisa no Irandoc é conduzida em três institutos de pesquisa. A realização desta missão será apresentada na forma de um relatório, livro, artigo de periódico, artigo de conferência, palestra e mesa redonda.

## Presidente atual
Em 4 de setembro de 1401, o Ministro da Ciência, Pesquisa e Tecnologia, seguindo uma decisão, nomeou o Dr. Mohammad Hassanzadeh como diretor do Instituto Iraniano de Ciência da Informação e Tecnologia (IRANDAC).

## Link externo
- Instituto Iraniano de Ciência da Informação e Tecnologia

1. ↑  «نسخه آرشیو شده». بایگانی‌شده از اصلی در ۶ اكتبر ۲۰۱۲. دریافت‌شده در ۱۱ نوامبر ۲۰۱۲. تاریخ وارد شده در |archive-date= را بررسی کنید (کمک)
2. ↑  Enriching ETDs and their reach: proceedings of 26th International Symposium on Electric Theses and Dissertations. Gandhinagar: INFLIBNET Centre. 2023
3. ↑  Enriching ETDs and their reach: proceedings of 26th International Symposium on Electric Theses and Dissertations. Gandhinagar: INFLIBNET Centre. 2023
4. ↑  Rasuli, Behrooz; Alipour-Hafezi, Mehdi; Solaimani, Sam (1 de janeiro de 2018). «Analyzing National Electronic Theses and Dissertations programs from business model perspective: Cross-case analysis». Online Information Review (2): 250–267. ISSN 1468-4527. doi:10.1108/OIR-08-2016-0223. Consultado em 28 de abril de 2025
5. ↑  Rajabali Beglou, Reza (1 de janeiro de 2021). «Demands, challenges and solutions for Irandoc to improve and expand activities of academic and research libraries (ARLs)». Library Management (1/2): 35–49. ISSN 0143-5124. doi:10.1108/LM-08-2020-0115. Consultado em 28 de abril de 2025
6. ↑  Enriching ETDs and their reach: proceedings of 26th International Symposium on Electric Theses and Dissertations. Gandhinagar: INFLIBNET Centre. 2023
7. ↑  «پژوهشگاه علوم و فناوری اطلاعات ایران | ایرانداک». پژوهشگاه علوم و فناوری اطلاعات ایران | ایرانداک (em persa). Consultado em 28 de abril de 2025